# Contea di Coqên
La contea di Coqên (措勤县S, Cuòqín XiànP) è una contea della Cina, situata nella Regione Autonoma del Tibet e amministrata dalla prefettura di Ngari.